# Fevertree
Fevertree (dt. Fieberbaum) ist eine 2000 gegründete südafrikanische Band aus Johannesburg – die Musik der Band bewegt sich im Bereich Pop-/Rockmusik.
Sie standen u. a. schon mit Fall Out Boy, Evanescence und 3 Doors Down auf einer Bühne.

## Diskografie
- Quest for a cure (2004)
- Under a new regime (2007)